# 臺東縣國民中學列表
| 學校名稱                   | 學校地址                            | 聯絡電話   | 學校網址               |
| -------------------------- | ----------------------------------- | ---------- | ---------------------- |
| 臺東縣立新生國民中學       | 臺東縣臺東市新生路641巷64號         | 089-229121 | （页面存档备份，存于） |
| 臺東縣立東海國民中學       | 臺東縣臺東市中華路一段719巷51號     | 089-323271 | （页面存档备份，存于） |
| 臺東縣立寶桑國民中學       | 臺東縣臺東市仁七街1號               | 089-220022 | （页面存档备份，存于） |
| 臺東縣立卑南國民中學       | 臺東縣臺東市更生北路766號           | 089-224045 | （页面存档备份，存于） |
| 臺東縣立豐田國民中學       | 臺東縣臺東市中興路四段611巷56弄27號 | 089-380241 | （页面存档备份，存于） |
| 臺東縣立知本國民中學       | 臺東縣臺東市青海路二段680號         | 089-512203 | （页面存档备份，存于） |
| 臺東縣私立育仁中學國中部   | 臺東縣臺東市中興路四段485號         | 089-382839 | （页面存档备份，存于） |
| 臺東縣私立均一國民中小學   | 臺東縣臺東市博館路166號             | 089-223301 |                        |
| 臺東縣立初鹿國民中學       | 臺東縣卑南鄉明峰村4號               | 089-571125 |                        |
| 臺東縣立鹿野國民中學       | 臺東縣鹿野鄉龍田村一鄰光榮路38號    | 089-551006 | （页面存档备份，存于） |
| 臺東縣立瑞源國民中學       | 臺東縣鹿野鄉瑞和村瑞興2號           | 089-581425 | （页面存档备份，存于） |
| 臺東縣立關山國民中學       | 臺東縣關山鎮崁頂路23號              | 089-811114 | （页面存档备份，存于） |
| 臺東縣立池上國民中學       | 臺東縣池上鄉新興村88號              | 089-862040 | （页面存档备份，存于） |
| 臺東縣立大王國民中學       | 臺東縣太麻里鄉大王村一鄰德輝路18號  | 089-781324 | （页面存档备份，存于） |
| 臺東縣立賓茂國民中學       | 臺東縣太麻里鄉金崙村77號            | 089-771076 | （页面存档备份，存于） |
| 臺東縣立大武國民中學       | 臺東縣大武鄉大武村復興路1號         | 089-791023 | （页面存档备份，存于） |
| 臺東縣立都蘭國民中學       | 臺東縣東河鄉都蘭村398號             | 089-531234 | （页面存档备份，存于） |
| 臺東縣立泰源國民中學       | 臺東縣東河鄉北源村30號              | 089-891252 | （页面存档备份，存于） |
| 臺東縣立新港國民中學       | 臺東縣成功鎮中正路1號               | 089-851034 | （页面存档备份，存于） |
| 臺東縣立長濱國民中學       | 臺東縣長濱鄉長濱村15鄰180號         | 089-831017 | （页面存档备份，存于） |
| 臺東縣立桃源國民中學       | 臺東縣延平鄉桃源村昇平路178號       | 089-561255 | （页面存档备份，存于） |
| 臺東縣立海端國民中學       | 臺東縣海端鄉海端村山界1號           | 089-931390 | （页面存档备份，存于） |
| 臺東縣立綠島國民中學       | 臺東縣綠島鄉中寮村4號               | 089-672506 | （页面存档备份，存于） |
| 臺東縣立蘭嶼高級中學國中部 | 臺東縣蘭嶼鄉椰油村37號              | 089-732016 | （页面存档备份，存于） |